# Nord-picène
Le nord-picène ou picène du nord est la langue parlée dans le nord de l'ancienne province romaine du Picénum (actuelles Marches) par le peuple des Picènes. On la connaît au travers d'un certain nombre d'inscriptions gravées sur de la pierre, mais le corpus collecté est cependant notoirement insuffisant pour pouvoir trancher quant à son appartenance au groupe des langues indo-européennes. L'hypothèse actuelle la plus prudente est que cet idiome n'est pas indo-européen, ce qui le différencie fondamentalement de son voisin du sud.

## La stèle de Novilara

Croquis de la stèle de Novilara. Les traits en grisé sont des incisions douteuses. Le grès s'étant érodé, certains traits sont manquants, peu lisibles, ou interrompus.

La stèle de Novilara, découverte dans les environs de Pesaro (l'endroit précis est inconnu) et datée du Ve ou  VIe siècle av. J.-C., comporte douze lignes sinistroverses gravées dans un alphabet dérivé de l'étrusque, sur un support de type grès. Le texte est accompagné d'éléments figuratifs, parmi lesquels : au sommet une roue à cinq rayons, un triangle à sa gauche et une croix à sa droite. L'épigraphe est encadrée par des frises diverses, la principale d'un motif ophidien.
Selon un consensus assez bien établi, le texte se translittère comme suit, : mimniś . erút . caareś (.) tadeś | ro(t)nem . úvlin . part(en) . úś | polem . iśairon . tet | šút . trat (.) neši. kr(úš/úví) | ten(a)c . trút . ipiem . rotne(š/m) | lútúiś . θ(a)lú . iśperion . vúl | teś . rotem . teú . aiten . tašúr | śoter . merpon . kalatne | niś . vilatoś . paten . arn | úiś . baleśtenac . andś . et | (š)út . (l)akút . treten . teletaú | (ne)m . p(o)lem . tišú . śotriś . eúś.
Les théories les plus diverses circulent quant à ce texte, puisqu'il s'agit d'un hapax. Certains auteurs croient identifier dans le texte des mots ou noms d'origine grecque, comme le mot śoter, nom d'un prêtre, plus loin le génitif śotris ; iśperion pour ἑσπέριον, le couchant, l'Ouest, (< ϝἑσπέριον, cf. latin vesper), ainsi que 'polem'. D'autres auteurs récusent ces identifications et n'y voient que de simples coïncidences sans fondement. On a avancé l'hypothèse invraisemblable d'un faux. Une autre hypothèse voudrait qu'il s'agisse d'une pierre votive laissée là par d'hypothétiques navigateurs à l'occasion de la mort de l'un des leurs, mais cette supposition est invérifiable.
J.P. Mallory récapitule simplement la situation en mettant en avant que l'unique consensus au sujet de la stèle est qu'aucun de ses mots ne peut être traduit avec certitude.
Le mot trut présent sur cette stèle peut faire penser au mot étrusque trutnvt présent sur le bilingue de Pesaro, mais Marcello Durante réfute toute relation entre ces deux formes si ce n'est un éventuel emprunt.

### Toponymie
Certains auteurs ont vu dans le mot iśairon la forme primitive du toponyme Pesaro, anciennement Isaurum, et du fleuve qui l'arrose, l'Isaurus. Adjoint au préfixe épi- (sur), épi-isairon aurait finalement donné le nom moderne de la ville après l'évolution phonétique « standard » de l'italien.